# Açude Arrebita
O Açude Arrebita é um açude brasileiro no estado do Ceará, localizado nos municípios de Forquilha e Sobral, que barra as águas do riacho Sabonete, um afluente do rio Acaraú, e foi concluído em 1992.
Sua capacidade de amarzenamento de água é de 19.600.000 m³.